# Pseudoparmelia dahlii
Pseudoparmelia dahlii är en lavart som beskrevs av Hale. Pseudoparmelia dahlii ingår i släktet Pseudoparmelia och familjen Parmeliaceae.   Inga underarter finns listade i Catalogue of Life.